# بيلاء حمضية
بيلاء حمضية (بالإنجليزية: Acidipila)‏ هي جنس من البكتيريا، سلبية الغرام.